# Шуберське
Шуберське (рос. Шуберское) — селище у Новоусманському районі Воронезької області Російської Федерації.
Населення становить 2150 осіб (2010). Входить до складу муніципального утворення Шуберське сільське поселення.

## Історія
Населений пункт розташований у історичному регіоні Чорнозем'я. Від 1929 року належить до Новоусманського району, спочатку в складі Центрально-Чорноземної області, а від 1934 року — Воронезької області.
Згідно із законом від 15 жовтня 2004 року входить до складу муніципального утворення Шуберське сільське поселення.

## Населення
| 2007 | 2008  | 2010  |
| ---- | ----- | ----- |
| 2093 | ↘2077 | ↗2150 |